# モジュラー・メトロ

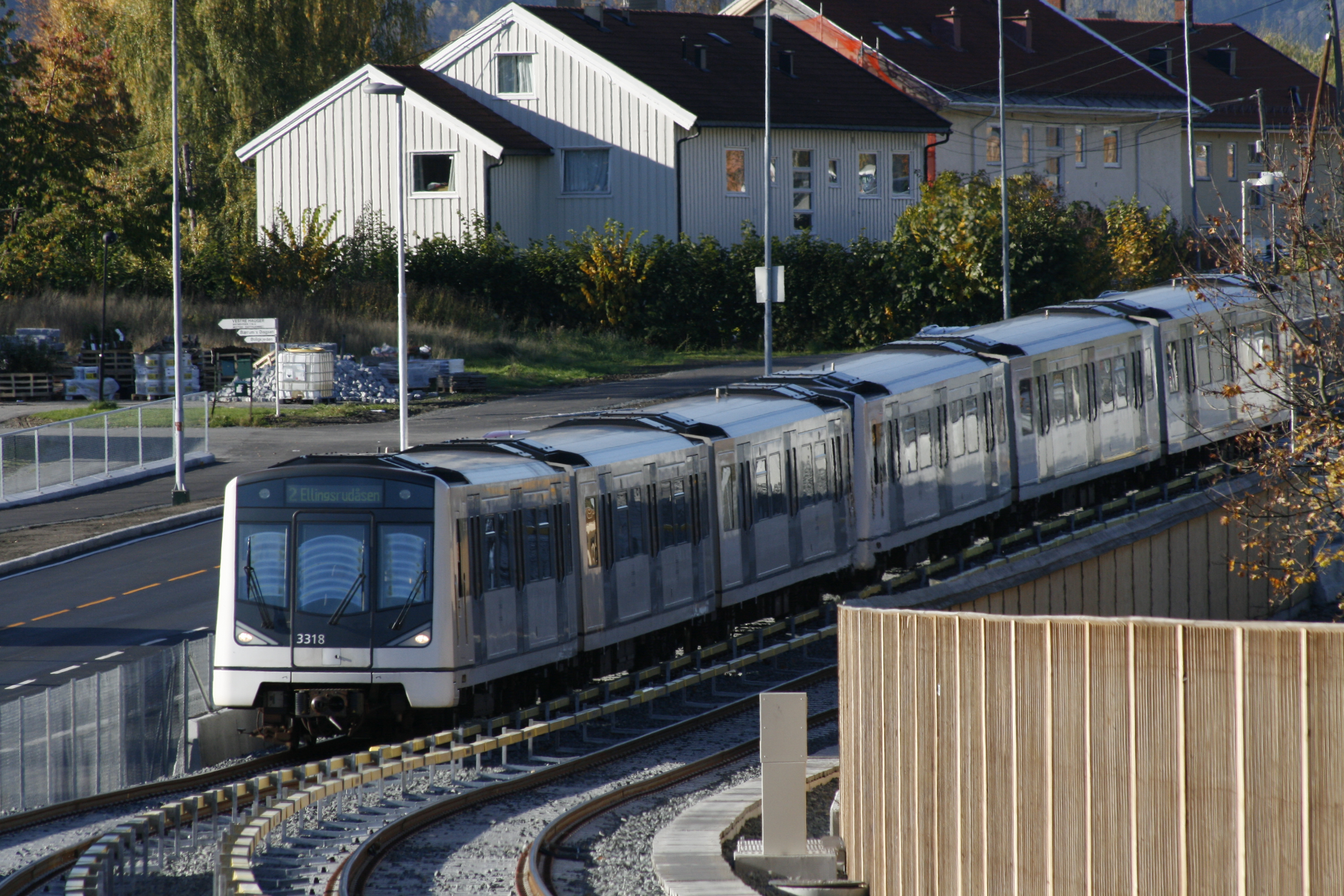
2編成併結時のオスロ地下鉄MX3000

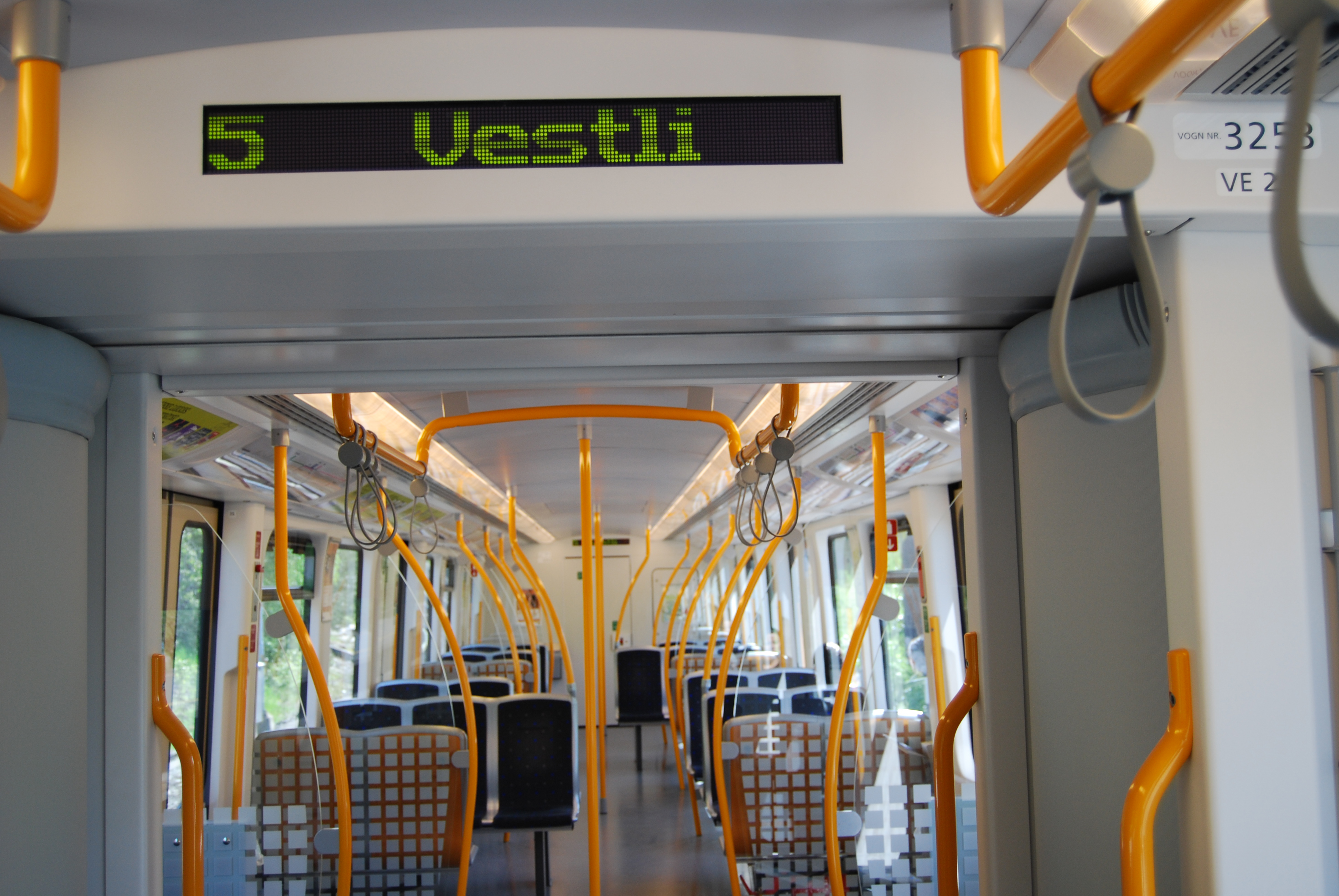
オスロ地下鉄車両内装

モジュラー・メトロ（英語: Siemens Modular Metro）は、ドイツのシーメンスグループの輸送部門シーメンス・トランスポーテーション・システムズ（現シーメンス・モビリティ）が開発した都市高速鉄道（地下鉄）向けの汎用コンセプトモデルによる鉄道車両。
2000年にオーストリアのウィーン地下鉄新車投入に伴い始動したプロジェクトによって「Mo.Mo」（Modular Mobirity）とも呼ばれているが、それ以前から中国大陸（1997年の広州地下鉄）以降、タイや台湾でほぼ同様のコンセプトによるものが採用されている。
製品デザインは同国ポルシェデザインが手掛けたことで知られている。2000年代にはドイツのみならず各国で採用が相次いだが、2010年代は同社の後継モデルであるInspiroシリーズが主流となっている。

## 仕様
モジュラー・メトロは輸送力毎時2-6万人の路線に対応し、車体デザインは既述のとおりポルシェデザインが担当。車端部、通路、屋根の空調から内装に至るまでモジュール化されている。動力車と付随車の複数の組み合わせパターンが可能で1両単位でも車両長17-25メートル、全幅2.6-3.2メートルの範囲でカスタマイズできる。車体はステンレス鋼あるいはアルミニウムで構成され、正面あるいは側面の3度の傾斜角が特徴。下記メルボルンと上海の案件を除き標準軌、直流750V、第三軌条方式が共通。

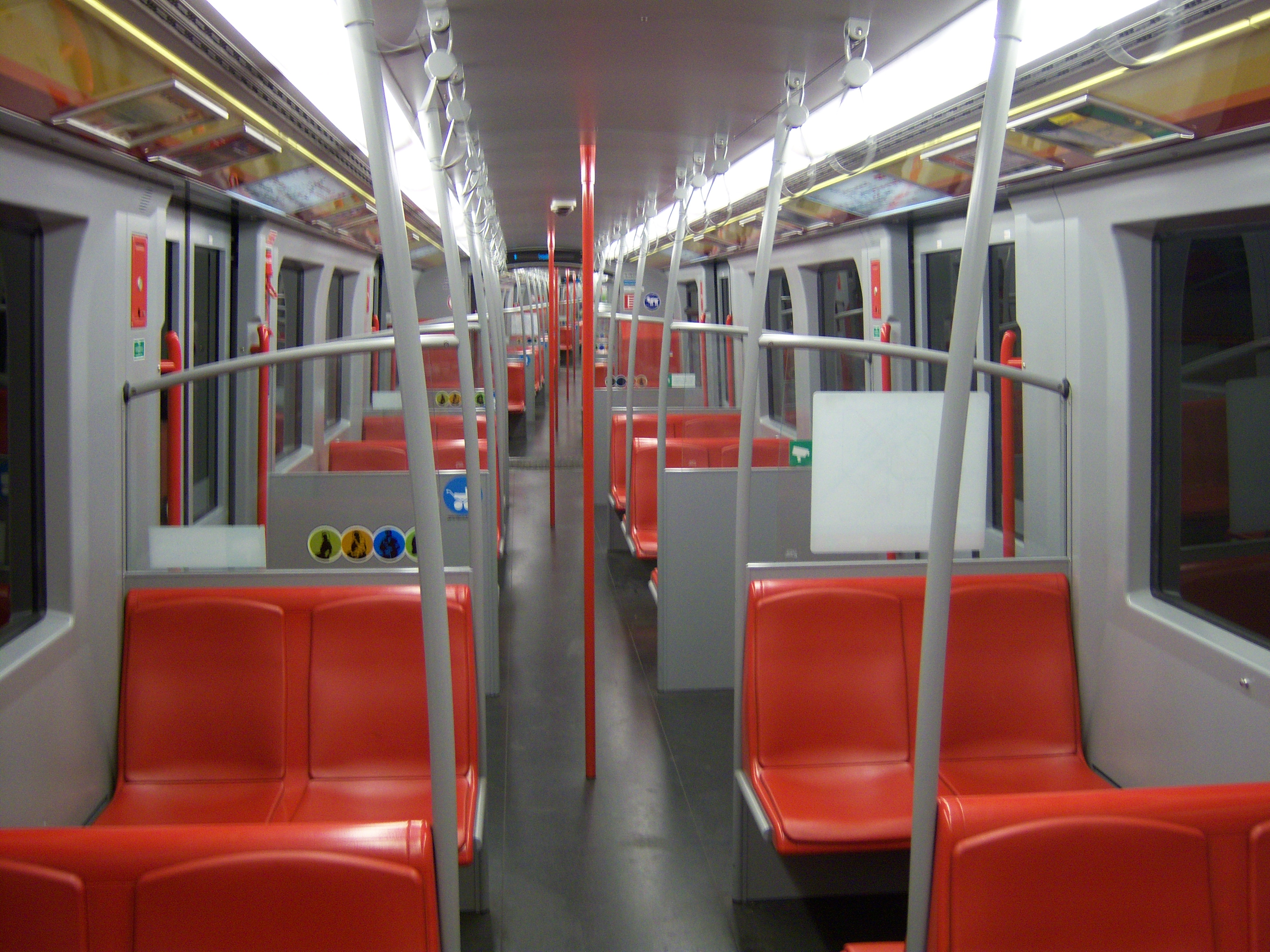
ウィーン Type V 内装
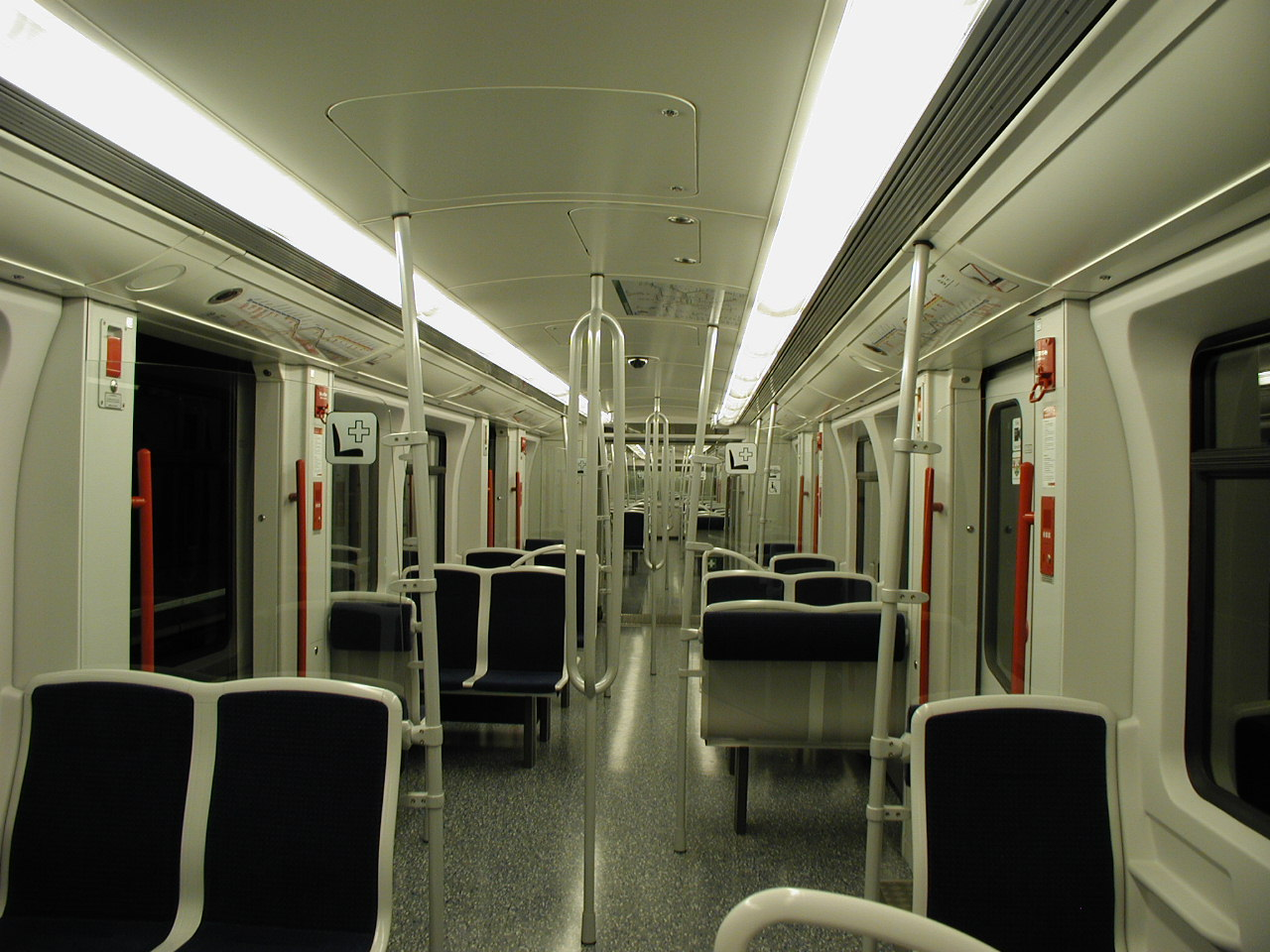
ニュルンベルクDT3内装
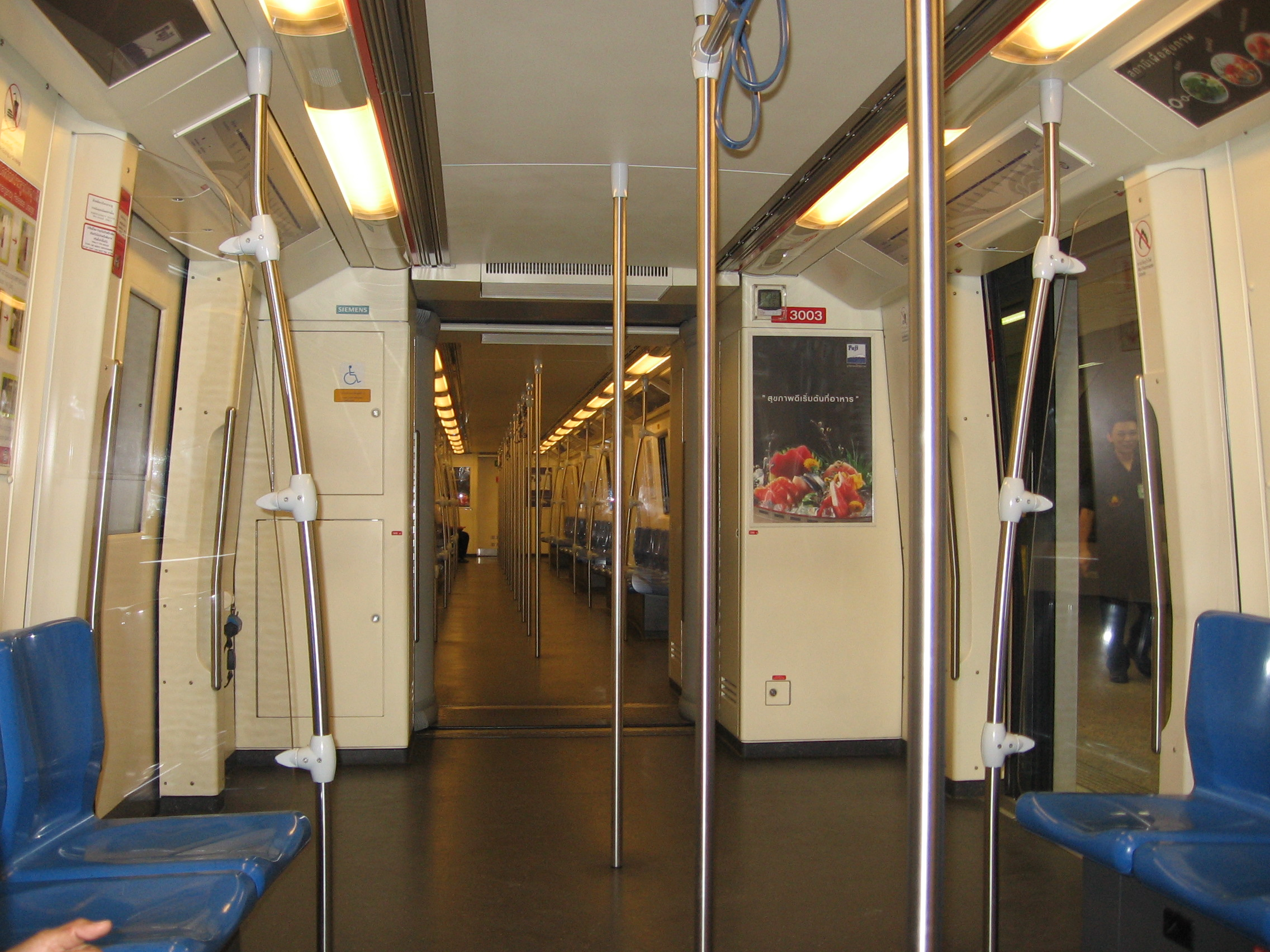
バンコクメトロ内装
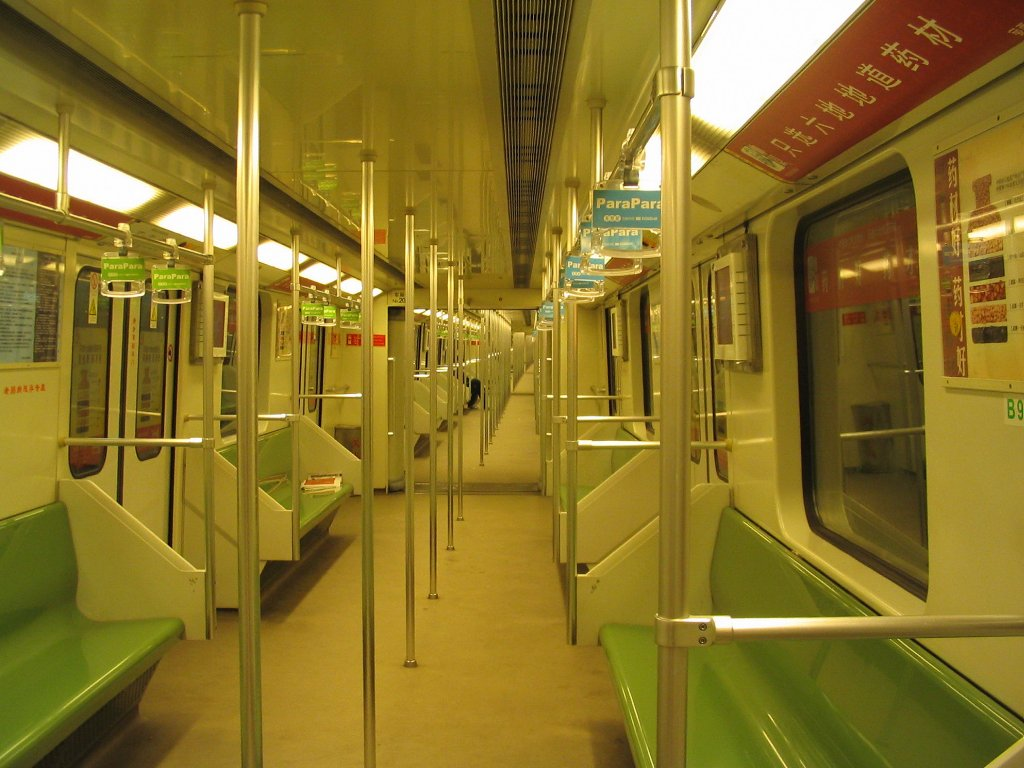
上海2号線02A01型内装
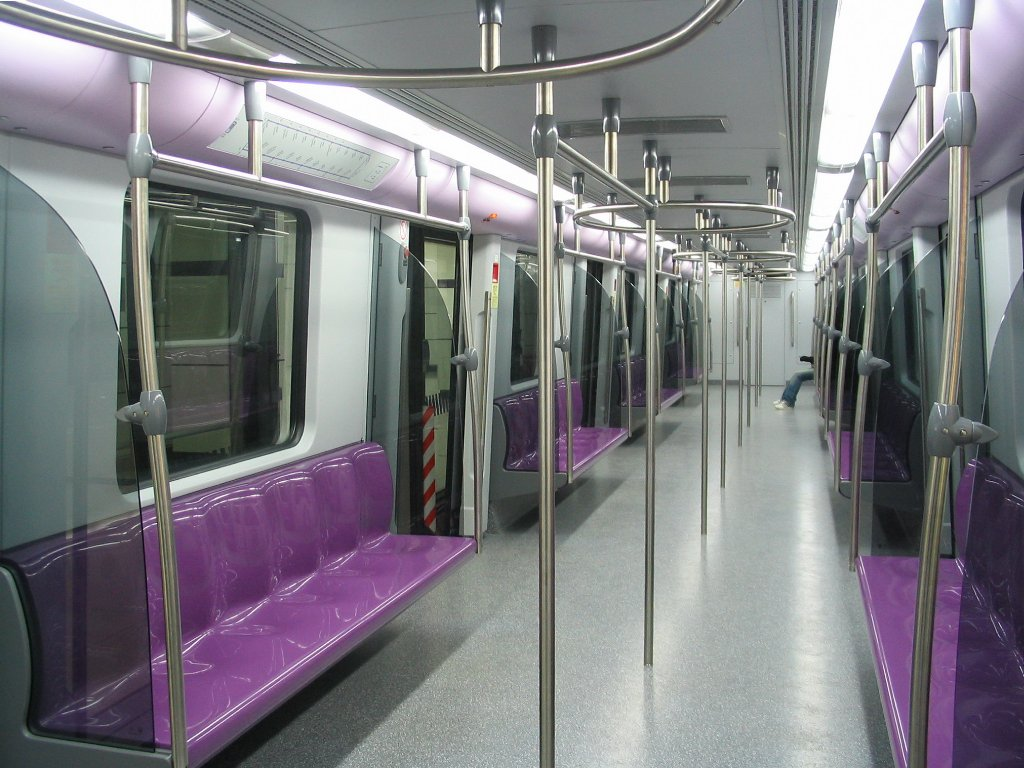
上海4号線内装
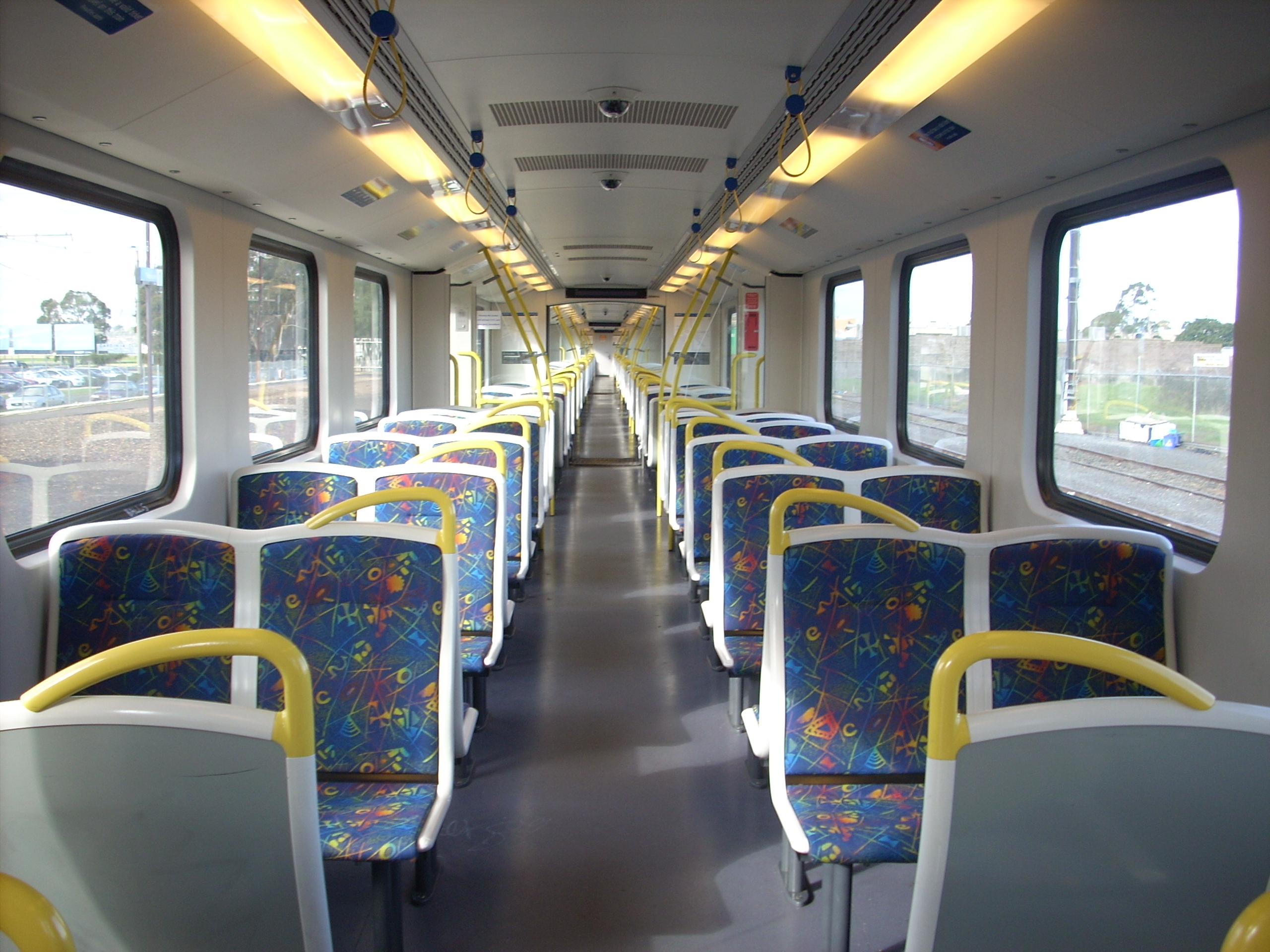
メルボルン・メトロ・トレインズ内装

## 導入例

### 一覧
現在、以下の列車はすべて直流電化を使用しています。
| 事業者                         | 路線                           | 運行開始 | 編成数    | 車両数 | 編成長 | 全幅  | 設計速度 | 座席数 | 定員  | 軌間  | 集電方式       | 電気方式 |
| 事業者                         | 路線                           | 運行開始 | 編成数    | 車両数 | m      | m     | km/h     | 座席数 | 定員  | mm    | 集電方式       | DC V     |
| ------------------------------ | ------------------------------ | -------- | --------- | ------ | ------ | ----- | -------- | ------ | ----- | ----- | -------------- | -------- |
| 広州地下鉄                     | 1号線                          | 1997年   | 4M2Tx21   | 168    | 139.98 | 3.0   | 80       | 336    | 1,860 | 1,435 | 架空電車線方式 | 1,500    |
| バンコク・スカイトレイン       | バンコク・スカイトレイン       | 1999年   | 2M1Tx35   | 105    | 65.1   | 3.2   | 80       | 126    | 846   | 1,435 | 第三軌条方式   | 750      |
| 台北捷運                       | 板南線                         | 1999年   | 2M1Tx2x36 | 216    | 141.0  | 3.2   | 90       | 396    | 1,914 | 1,435 | 第三軌条方式   | 750      |
| ウィーン地下鉄                 | ウィーン地下鉄                 | 2000年   | 4M2Tx62   | 366    | 111.2  | 2.85  | 80       | 260    | 1,187 | 1,435 | 第三軌条方式   | 750      |
| 上海軌道交通                   | 2号線                          | 2000年   | 6M2Tx16   | 128    | 140    | 3.0   | 80       |        | 1,860 | 1,435 | 架空電車線方式 | 1,500    |
| 台北捷運                       | 板南線                         | 2003年   | 2M1Tx2x6  | 36     | 141.0  | 3.2   | 80       | 396    | 1,914 | 1,435 | 第三軌条方式   | 750      |
| メトロ・トレインズ・メルボルン | メトロ・トレインズ・メルボルン | 2003年   | 2M1Tx72   | 216    | 71.9   | 2.948 | 147      | 264    | 522   | 1,600 | 架空電車線方式 | 1,500    |
| バンコクメトロ                 | ブルーライン                   | 2004年   | 2M1Tx19   | 57     | 61.5   | 3.12  | 80       | 126    | 886   | 1,435 | 第三軌条方式   | 750      |
| 上海軌道交通                   | 4号線                          | 2005年   | 4M2Tx28   | 168    | 140    | 3.0   | 90       |        | 1,860 | 1,435 | 架空電車線方式 | 1,500    |
| T-bane（オスロ地下鉄）         | T-bane（オスロ地下鉄）         | 2007年   | 3Mx115    | 345    | 54.34  | 3.160 | 80       | 124    | 678   | 1,435 | 第三軌条方式   | 750      |
| ニュルンベルク地下鉄           | 2号線                          | 2008年   | 2Mx32     | 64     | 38.36  | 2.9   | 80       | 82     | 320   | 1,435 | 第三軌条方式   | 750      |
| ニュルンベルク地下鉄           | 3号線                          | 2008年   | 2Mx14     | 28     | 38.36  | 2.9   | 80       | 72     | 288   | 1,435 | 第三軌条方式   | 750      |
| 高雄捷運                       | 紅線・橘線                     | 2008年   | 2M1Tx42   | 126    | 64.45  | 3.15  | 90       | 126    | 876   | 1,435 | 第三軌条方式   | 750      |

### 広州
シーメンス・アドトランツの共同生産で1号線用に採用された。後に3号線用車両（広州地下鉄3号線列車）のベースとなっている。

### 上海
2号線向けに02A01型が24編成（アドトランツと共同で35編成）、4号線向けには04A01型が28編成（南車株洲電力機車との共同）を受注。このうち最初の2編成はオーストリア・ウィーンでの製造で、残りは中国で組立。広州と同じく架線電車線方式。いずれも初期は6両編成だったが、現在は8両化されている。

### 台北
ともに台北捷運板南線に投入されている。341型は321型の後継車。台北捷運土城線延伸用に調達された。

### ウィーン
現地で「Type V」と呼ばれる新車にプロトタイプとその後の量産型が採用され、「モジュラー・メトロ」シリーズとして確立した。

### メルボルン
メルボルンの近郊列車として投入されている。2ドアのオールクロスシート車で、架空電車線方式。

### バンコクメトロ
ブルーライン用。後にスカイトレインとの直通を可能とするため、スカイトレインと同じモジュラー・メトロを導入した。

### ニュルンベルク
無人運転仕様の2号線用のDT3と無人/有人運転両対応で運転室を備えた3号線用のDT3-Fに大別される。

### 高雄
紅線、橘線に投入された。将来的には6両化に対応している。

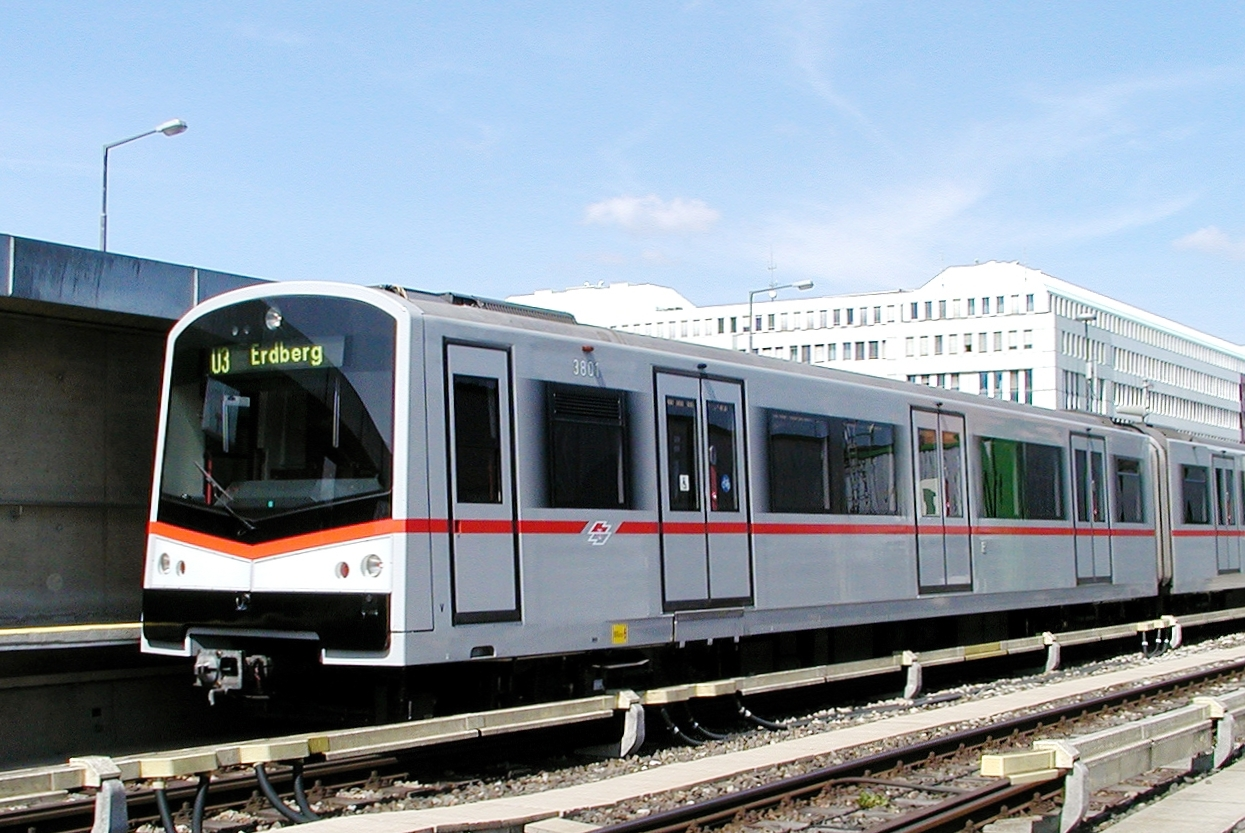
ウィーンの「Type V」
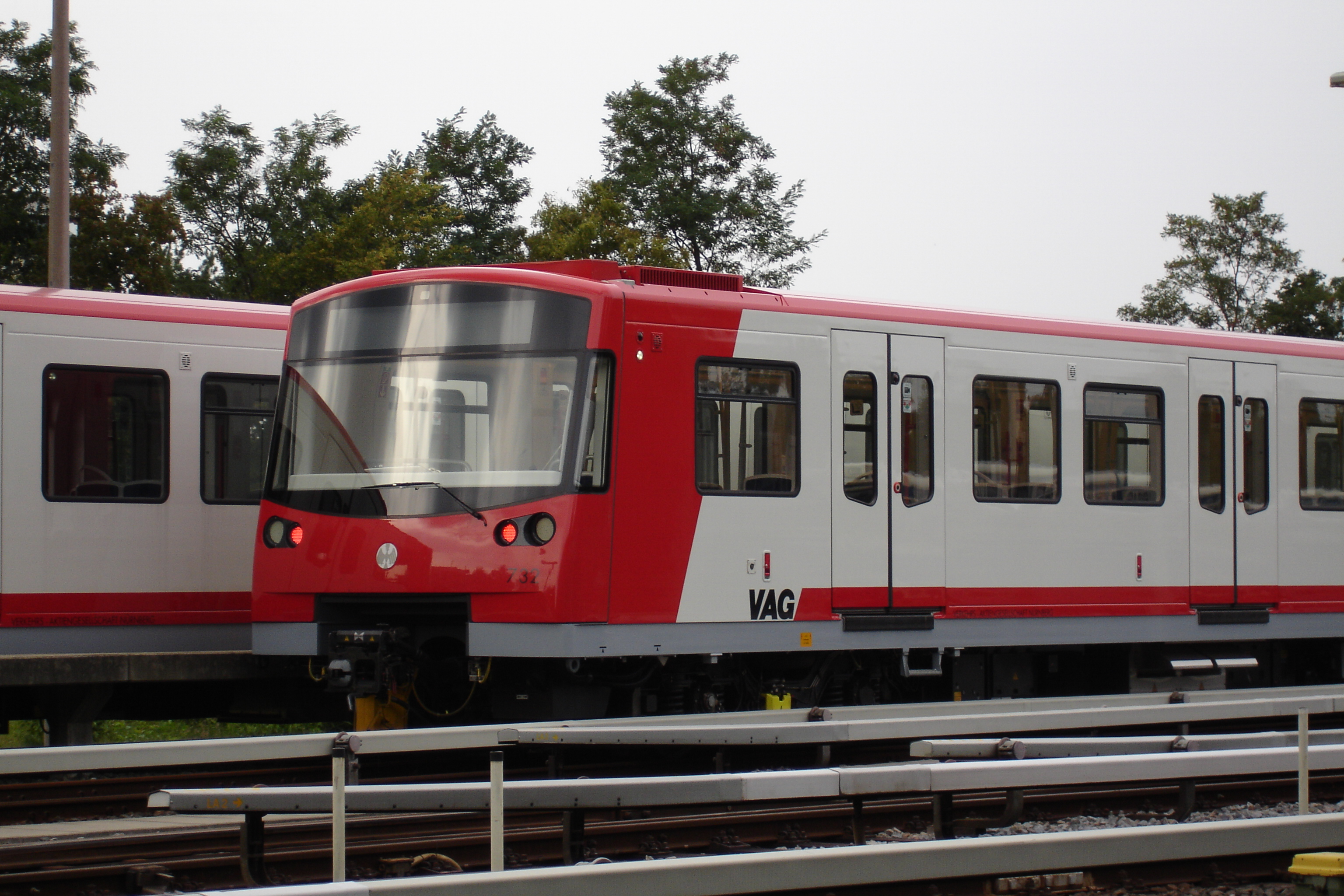
ニュルンベルクのDT3
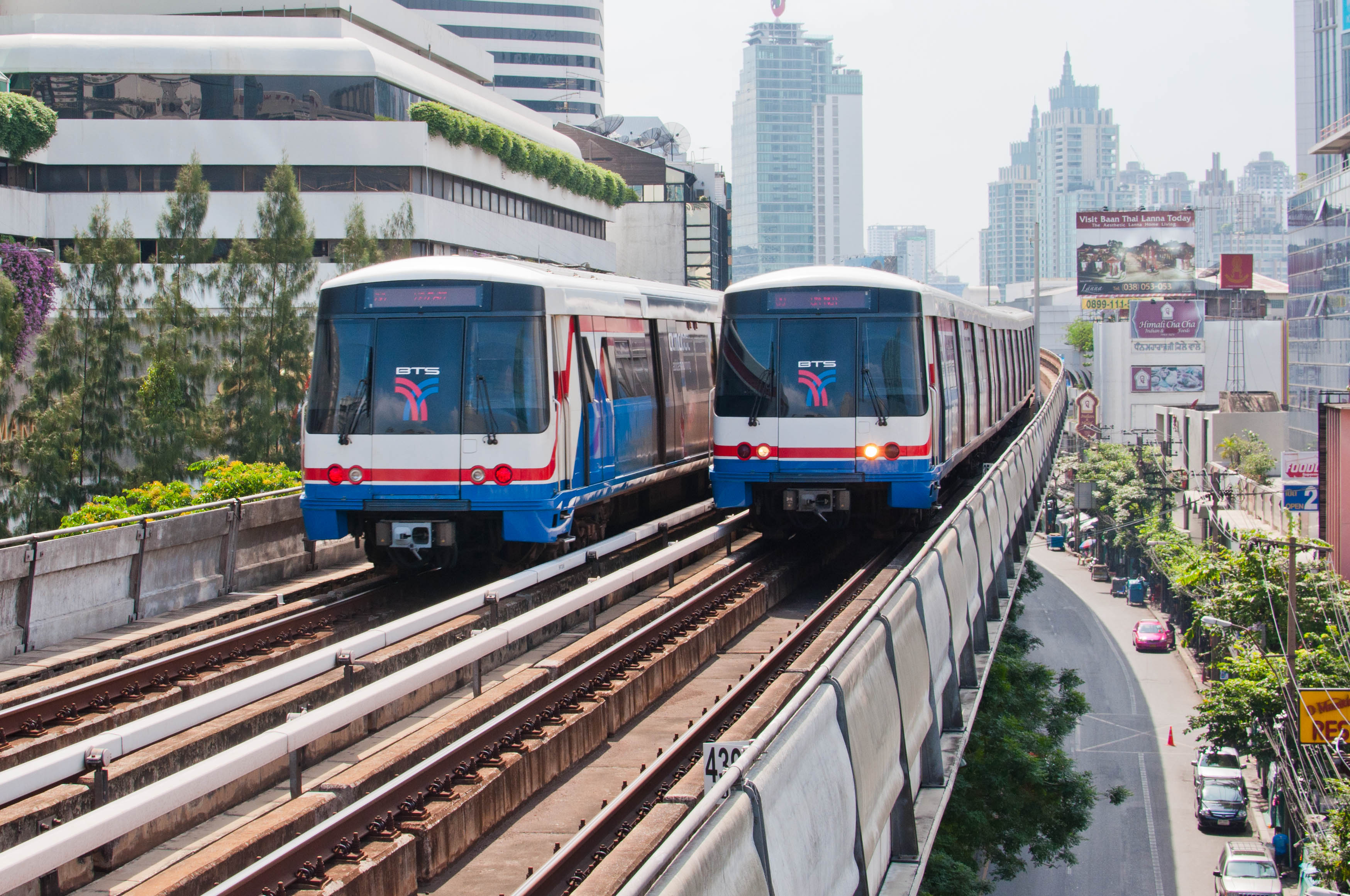
バンコク・スカイトレイン
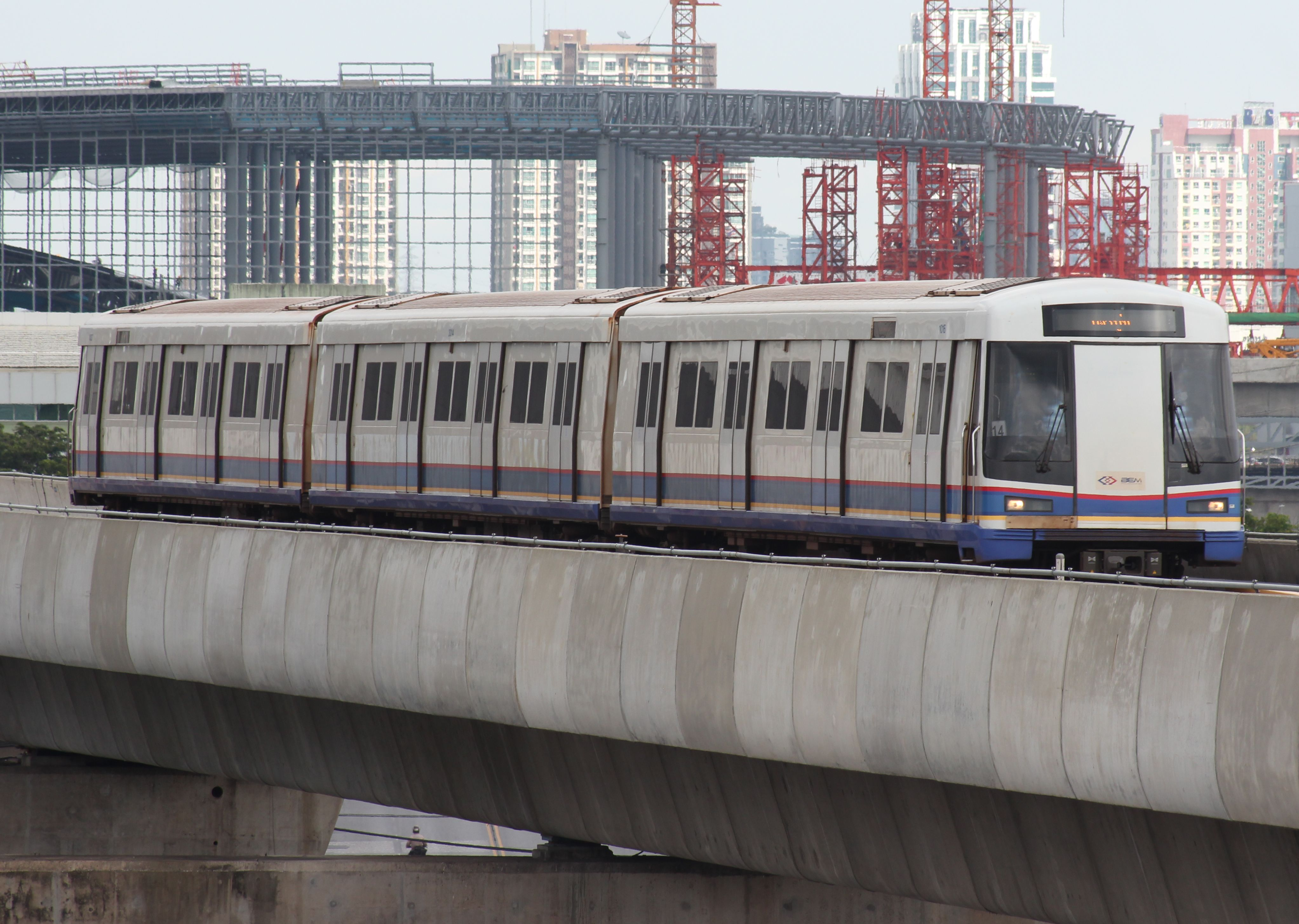
バンコクメトロ・ブルーライン
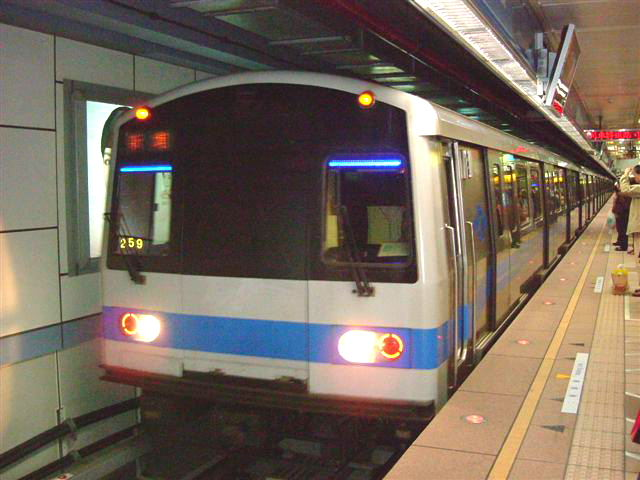
台北捷運C321型
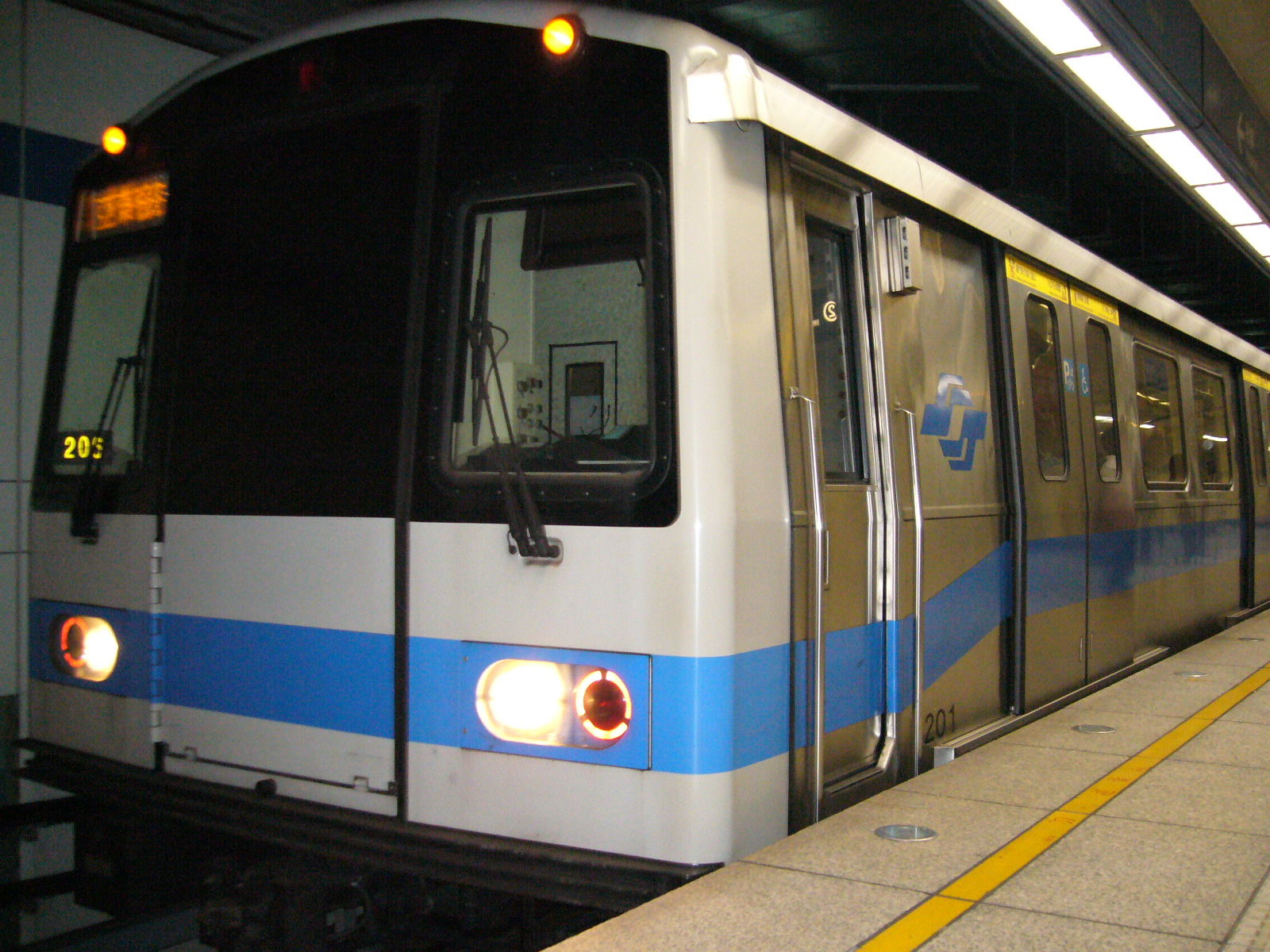
台北捷運C341型
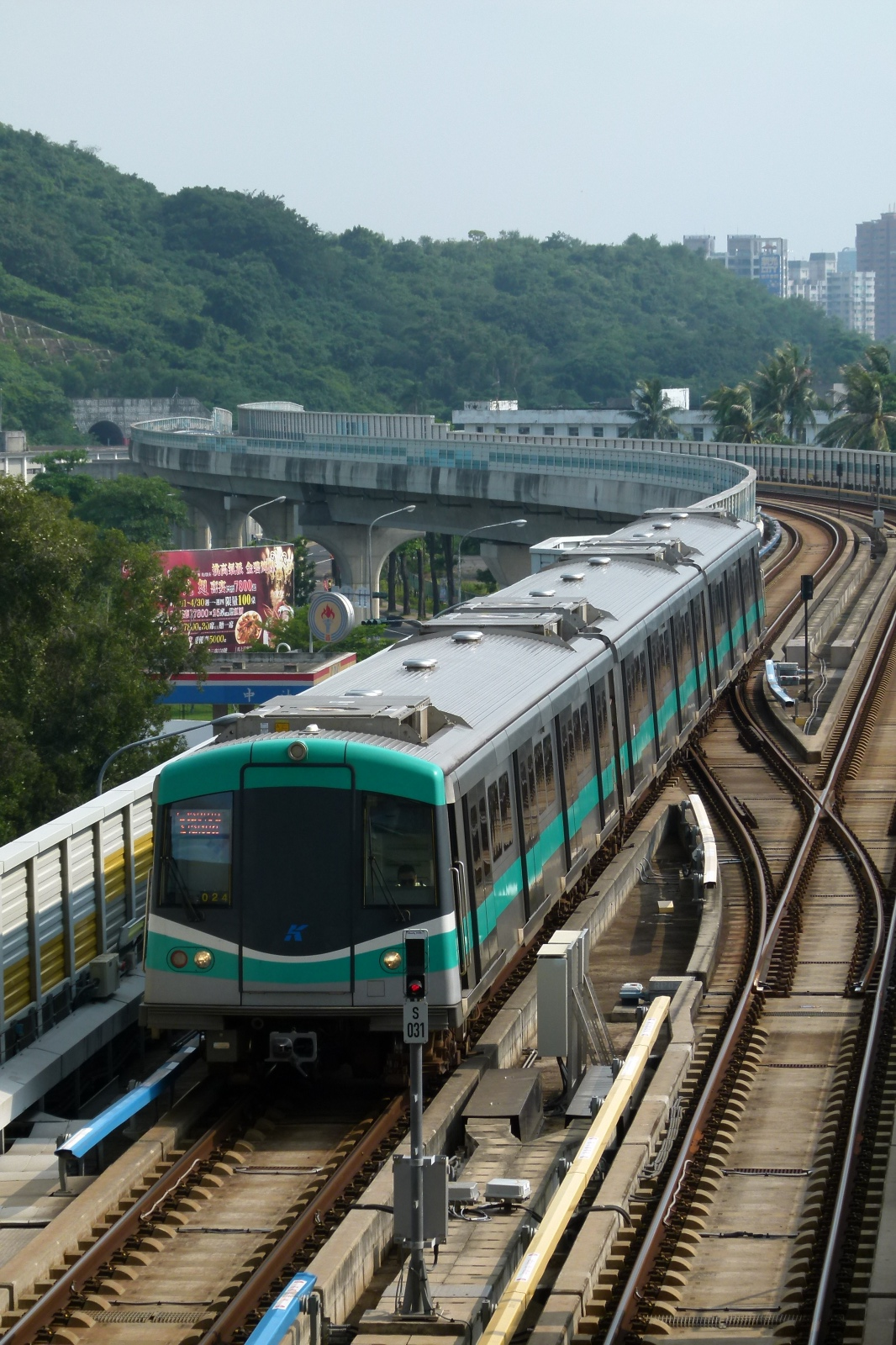
高雄捷運車両
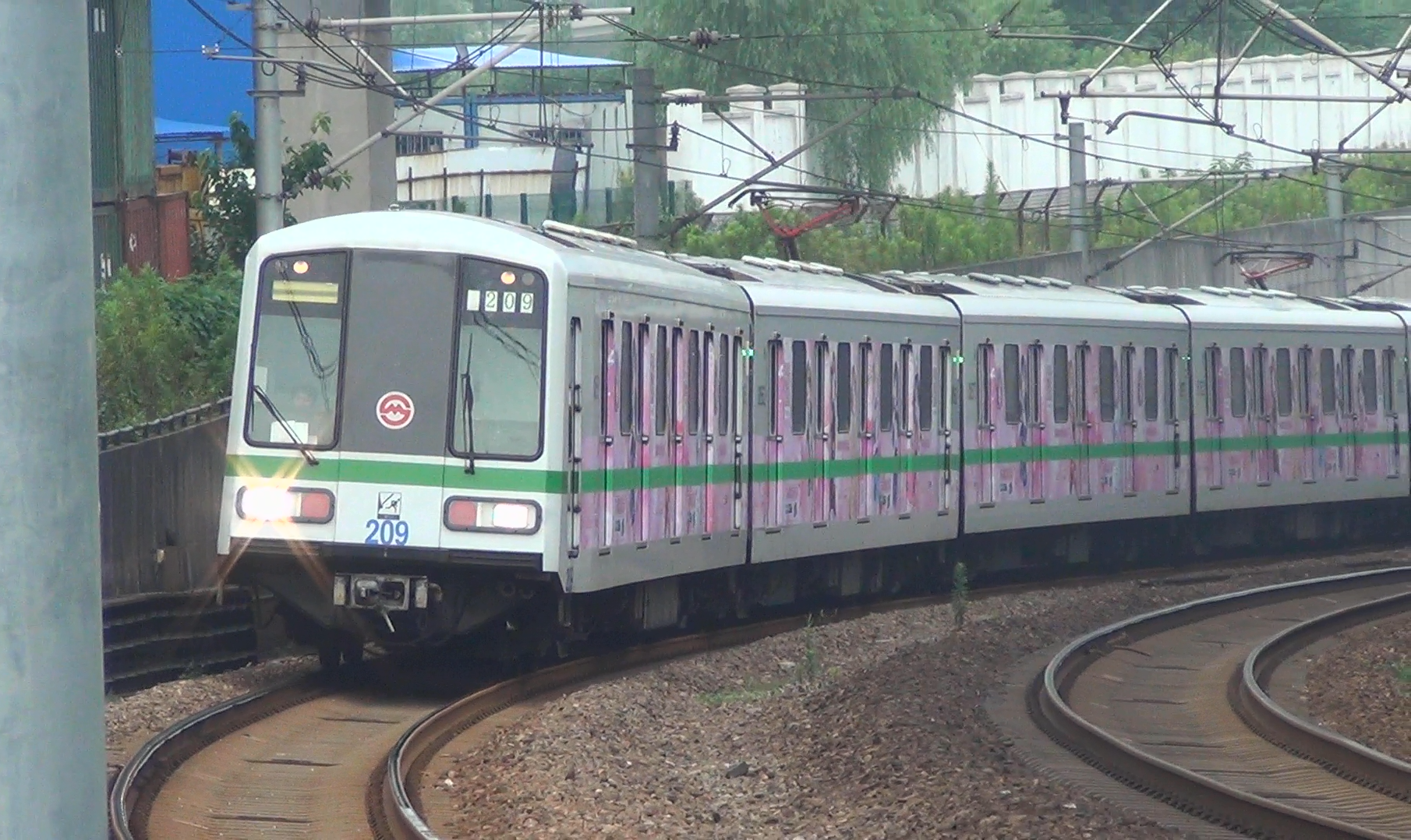
上海2号線02A01型
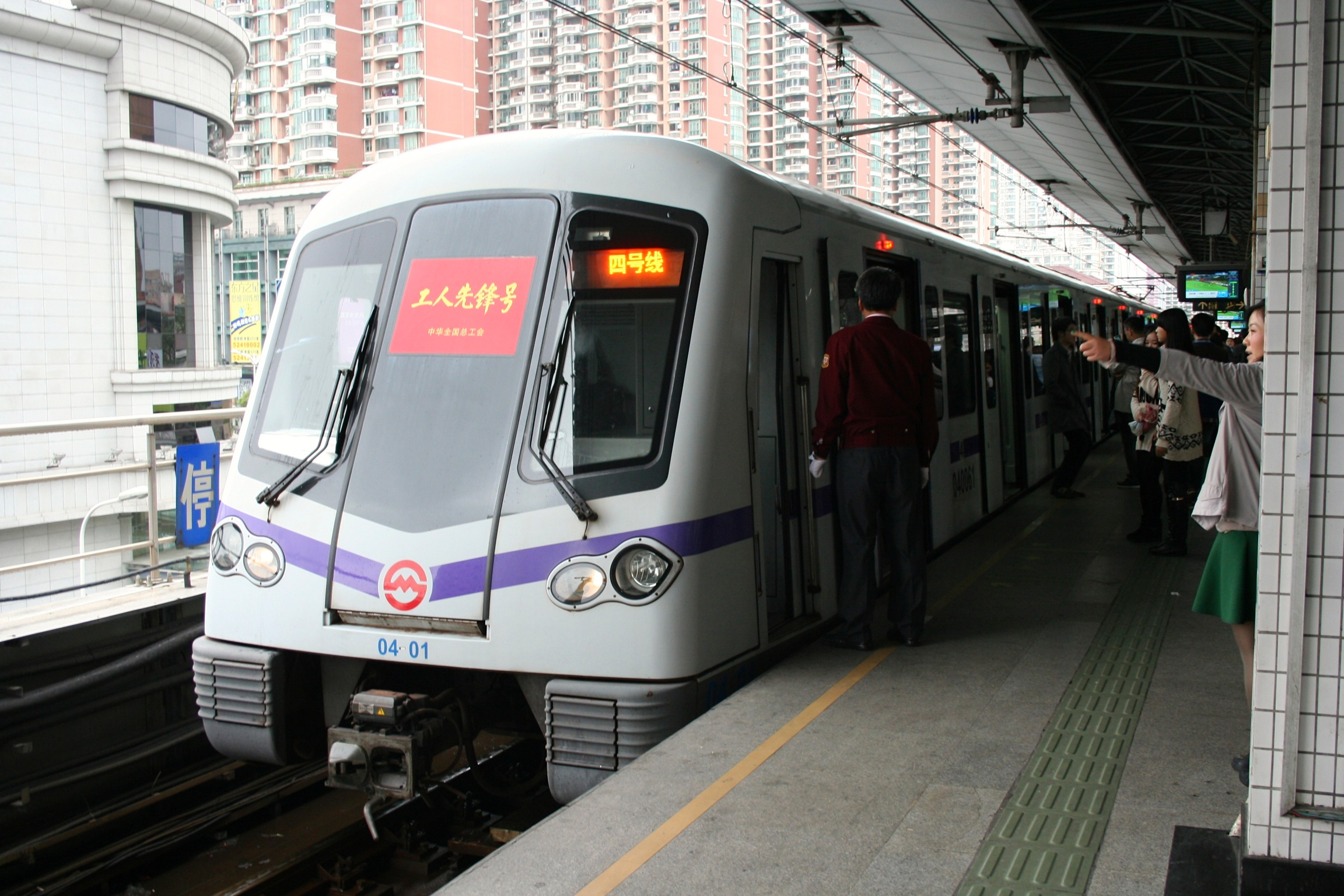
上海4号線04A01型
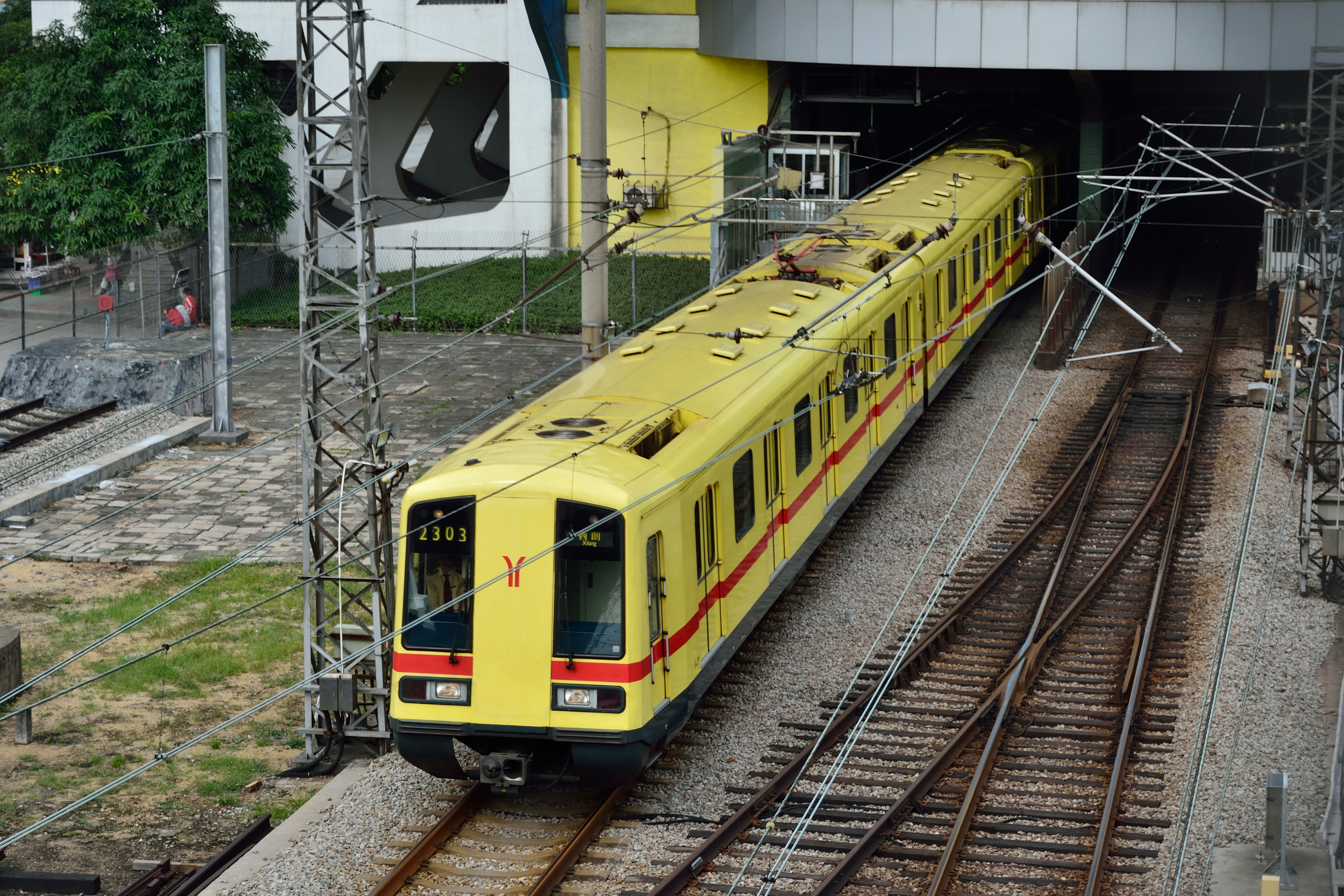
広州地下鉄1号線
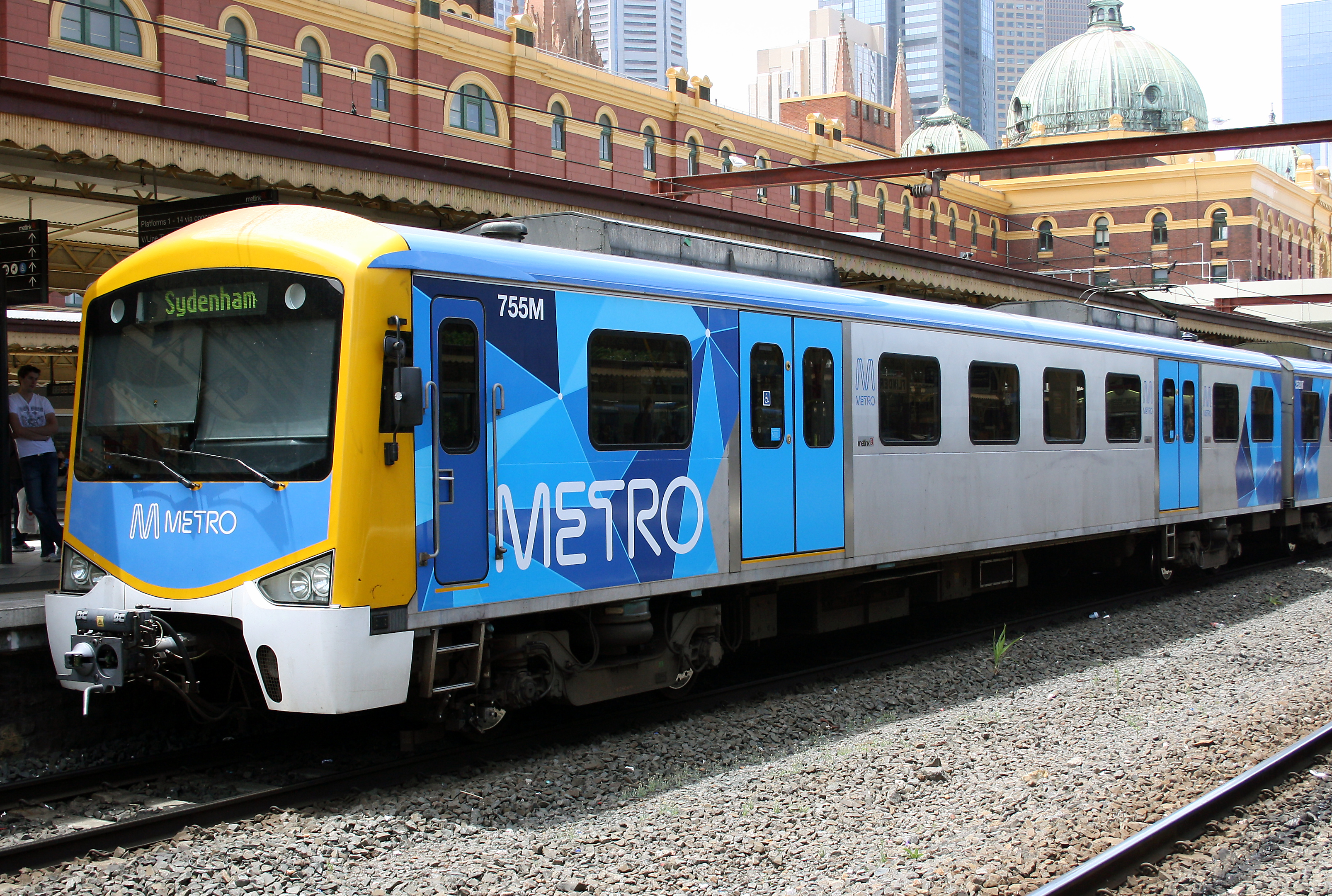
メルボルン・メトロ・トレインズ

### 源流
モジュラー・メトロは1993年にニュルンベルク地下鉄で投入された先代のDT2型の車体を進化させたもの。さらにDT2は1960年代から製造されていたミュンヘン地下鉄のA型を彷彿させるデザインを受け継いでいる。中国では広州に投入されたものは1993年から投入されていた上海1号線のDC01型（アドトランツとの共同）がベースとなっている。その後シーメンスは株洲電力機車との共同で現地化を進め、1998年から1号線用にAC01型が投入された。

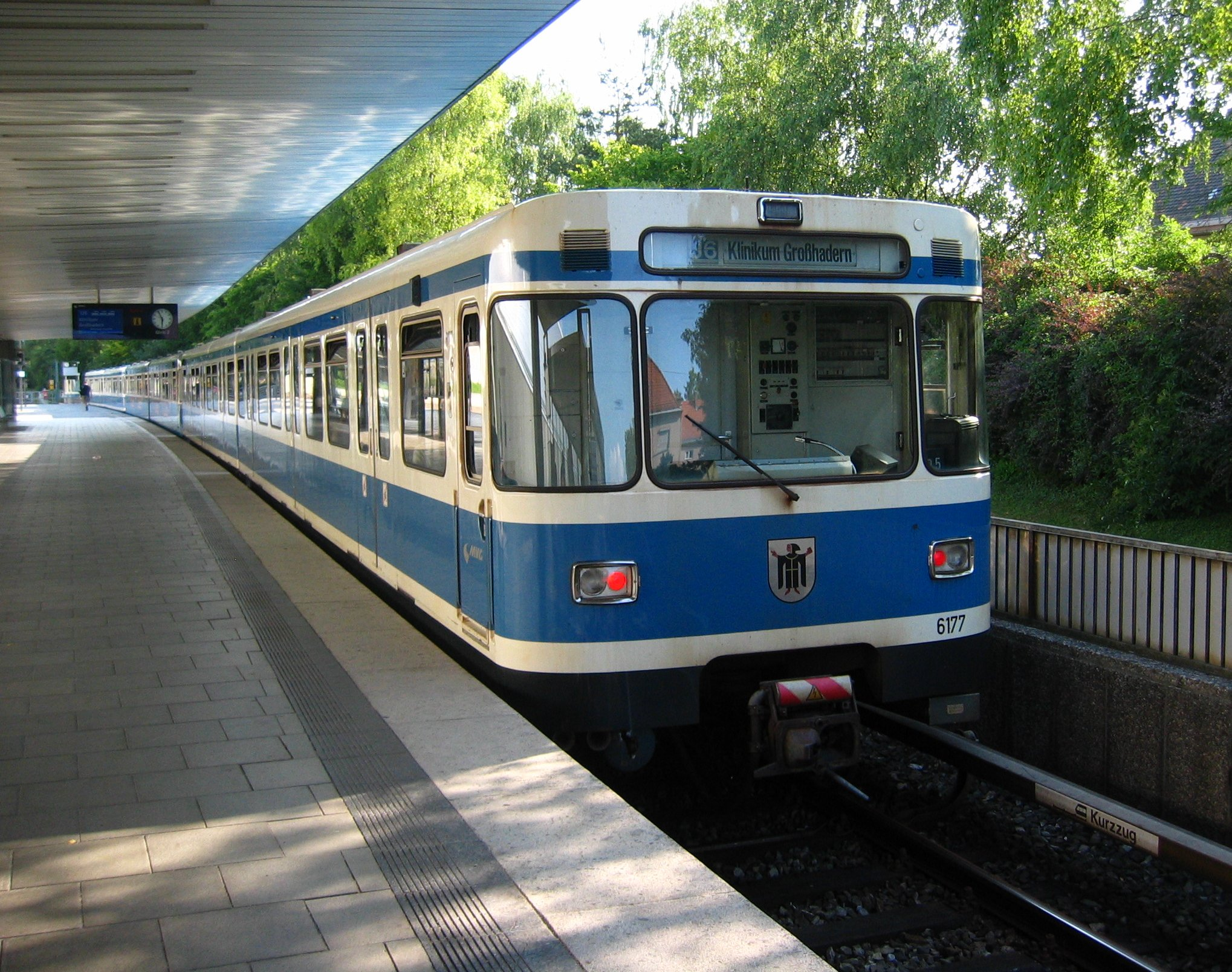
後身モデルに影響を与えたミュンヘン地下鉄のA型
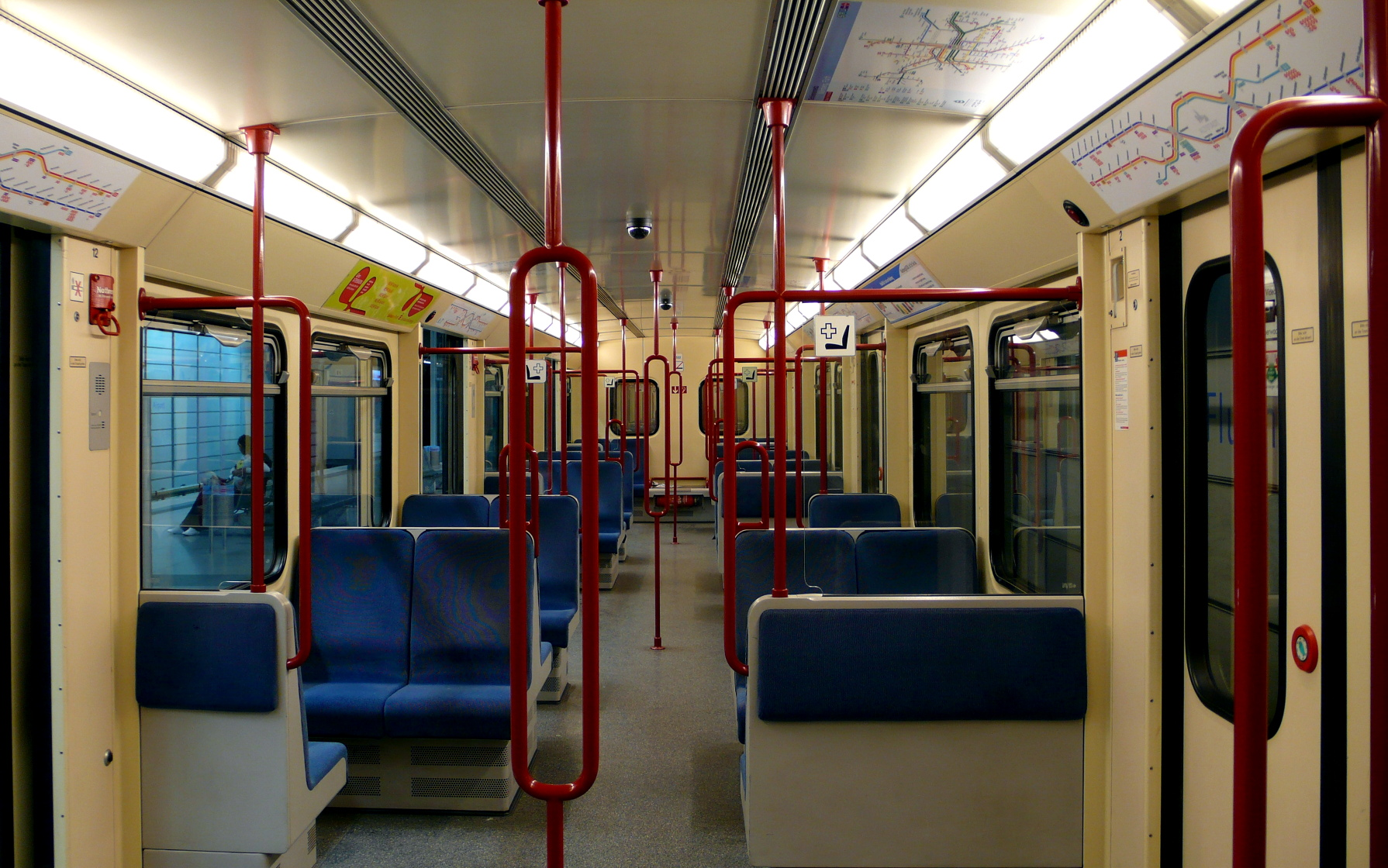
DT2の内装
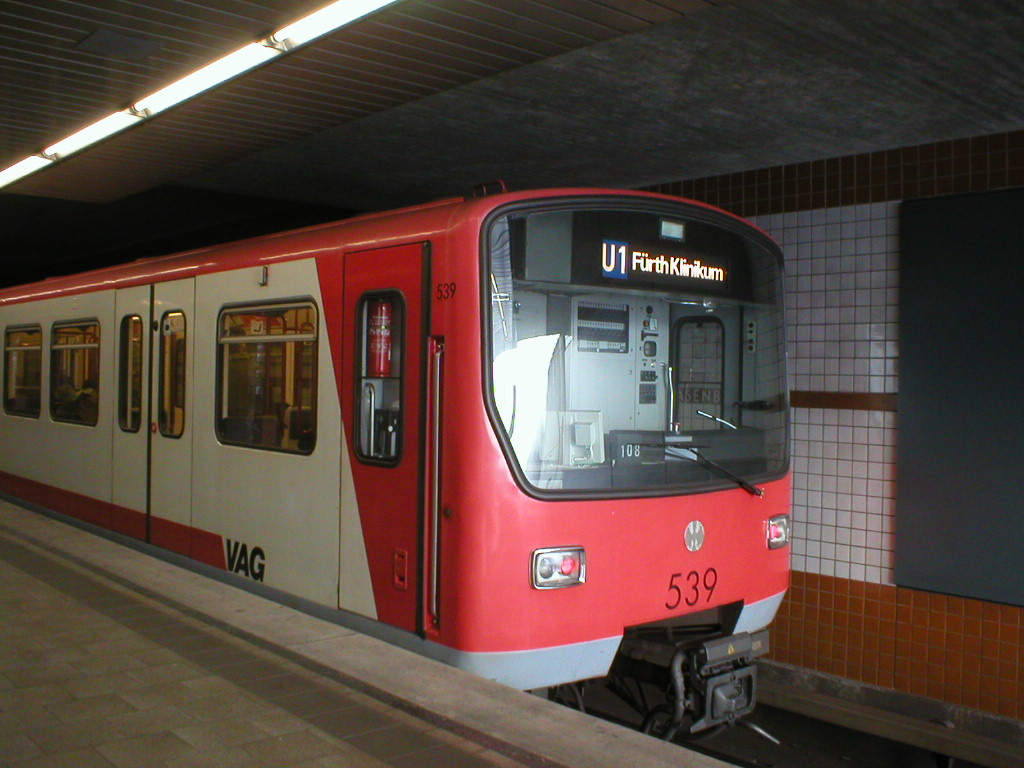
モジュラー・メトロへの先鞭となったニュルンベルク地下鉄のDT2
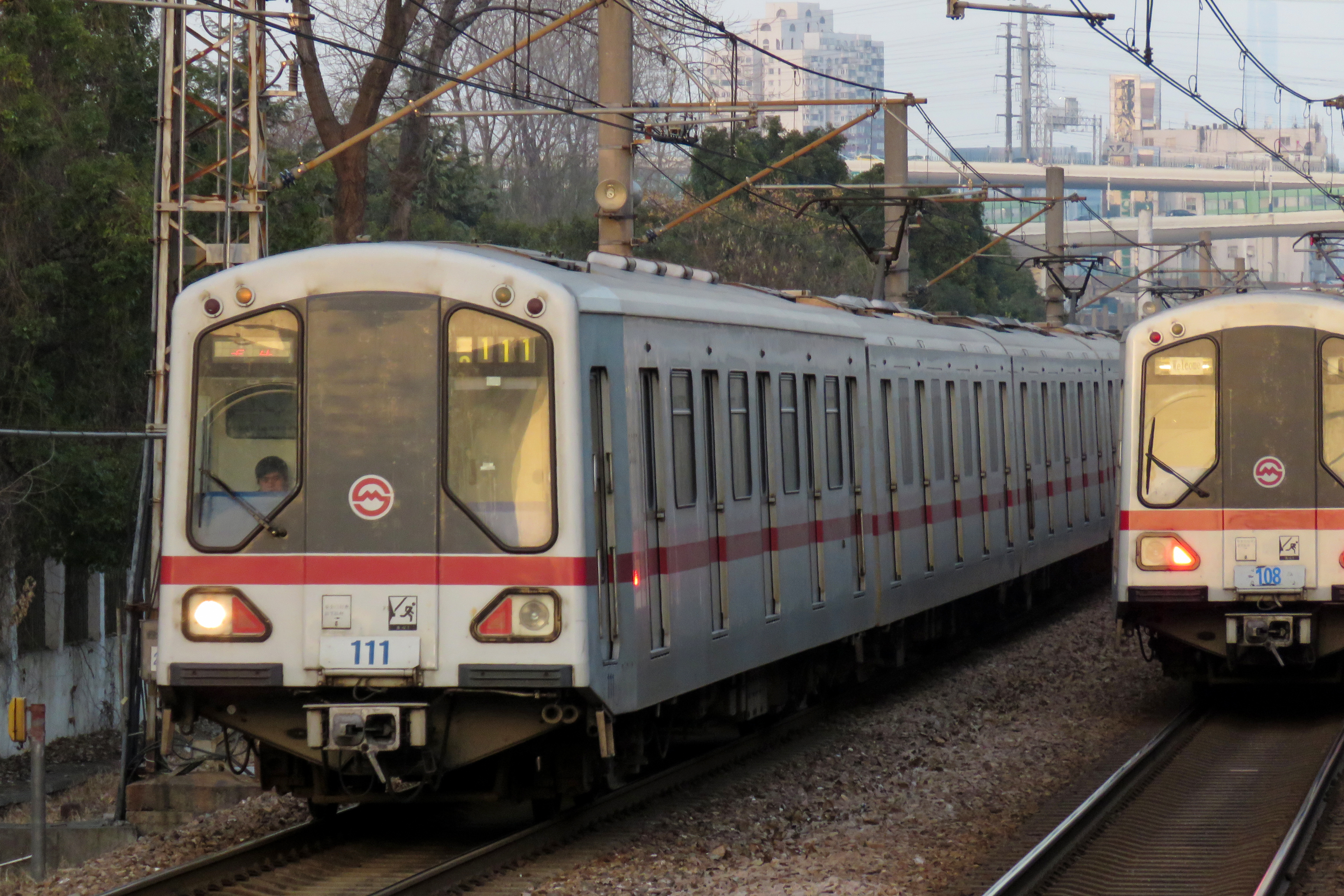
広州1号線の先鞭となった上海DC01型
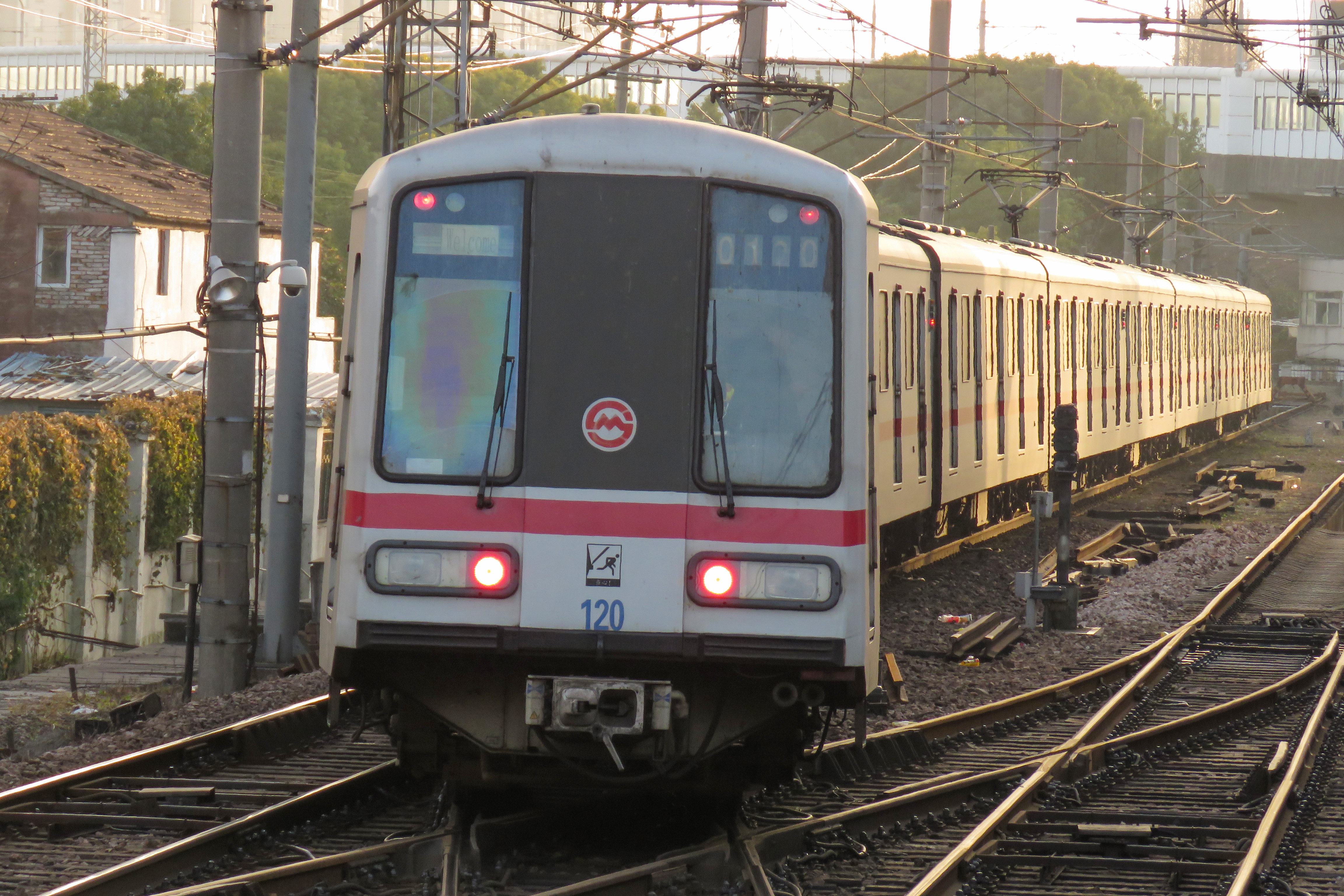
DC01を現地化したAC01型

### 註釈
1. ↑  後に4連（2M2T）となった。